# Zinā
Zinā (arabisch زنا, DMG zinā ‚Ehebruch‘) bezeichnet im Islam den Geschlechtsverkehr zwischen Menschen, die nicht miteinander verheiratet sind und auch nicht in einem Konkubinatsverhältnis (Herr und Sklavin) zueinander stehen. Zina gilt als Verbrechen. Es wird mit der Hadd-Strafe belegt. Die Strafen reichen von Verbannung und Geißelung bis zur Todesstrafe. Diese wurde (Stand 2008) für Zina in Pakistan, Sudan (dort seit 2020 nur noch mit Freiheitsstrafe bedroht), Jemen, Afghanistan, Saudi-Arabien und Iran vollzogen. In letzteren drei Ländern wird die Steinigung (radschm) praktiziert. Auch Prostitution und homosexueller Verkehr werden als Zina geahndet.

Strafbarkeit von außerehelichem Sex in muslimischen Ländern:
hellgrün Steinigung und andere Hadd-Strafen in bestimmten Regionen
dunkelgrün landesweite Strafbarkeit

## Zinā im Koran
Der Koran bezeichnet Zina als „etwas Abscheuliches – eine üble Handlungsweise“ (Sure 17:32). In Sure 4 wird festgelegt, dass vier (männliche) Zeugen für die Beweisführung erforderlich sind. Das dort für Frauen vorgesehene Strafmaß der Festsetzung im Haus bis zum Tod oder bis zu einem göttlichen Ausweg gilt als abrogiert durch Sure 24, Vers 2. Dort heißt es:

„Wenn eine Frau und ein Mann Unzucht begehen, dann verabreicht jedem von ihnen hundert Peitschenhiebe! Und lasst euch im Hinblick darauf, dass es (bei dieser Strafverordnung) um die Religion Gottes geht, nicht von Mitleid mit ihnen erfassen, wenn (anders) ihr an Gott und den jüngsten Tag glaubt! Und bei ihrer Bestrafung soll eine Gruppe der Gläubigen (als Zeugen) anwesend sein.“

Auch die koranische Vorschrift aus dem nachfolgenden Vers, nach der Männer und Frauen, die Zina begangen haben, nur noch einen heidnischen Partner oder einen Partner, der sich ebenfalls der Zina schuldig gemacht hat, heiraten dürfen, gilt allgemein als aufgehoben.

## Zinā in der Sunna
Im Gegensatz zum Koran berichten die überlieferten Aussprüche und Taten des Propheten Mohammed (Sunna) von der Steinigung als Strafe für Zina. Demnach verurteilte Mohammed bei einem Fall den Mann zur Auspeitschung und Verbannung und ließ die Frau steinigen. Weitere Überlieferungen berichten von einem Steinigungsvers, der ursprünglich Bestandteil des Korans gewesen sein soll.

## Zinā im islamischen Recht
Voraussetzung für die Feststellung der Schuld sind entweder ein Geständnis oder die Aussage von vier männlichen muslimischen Zeugen. Das Geständnis kann widerrufen werden. Von den Zeugen wird verlangt, dass sie nur darüber berichten, was sie tatsächlich gesehen haben, was die Beweisführung entsprechend erschwert. Die Strafe für die „Verleumdung wegen angeblicher Unzucht“ (qadhf) beträgt 80 Peitschenhiebe. Bezichtigt der Ehemann seine Frau der Unzucht, werden keine weiteren Zeugen benötigt. Er muss die Beschuldigung viermal wiederholen und beim fünften Mal den Fluch Gottes heraufbeschwören im Falle einer Lüge. Die beschuldigte Ehefrau kann die Anschuldigung in gleicher Weise zurückweisen. Dieser Verfluchungsschwur (li'ān) gibt dem Ehemann die Möglichkeit, seine Frau straflos der Zina zu bezichtigen. Andere Beweismöglichkeiten kennt das Recht nicht. Lediglich die malikitische Rechtsschule lässt die Schwangerschaft einer unverheirateten Frau als Indizienbeweis gelten.
Das islamische Recht unterscheidet bei der Festlegung des Strafmaßes zwischen Personen, die muḥṣan sind oder nicht. Unter muḥṣan versteht das Gesetz eine Person, die mündig und zurechnungsfähig ist. Ferner darf eine solche Person kein Sklave sein und muss ehelichen Geschlechtsverkehr gehabt haben. Bei Personen, die diese Bedingungen erfüllen, ist die Steinigung die vorgesehene Strafe für Zina. Personen, die nicht muḥṣan sind, erhalten 100 Peitschenhiebe und werden für die Dauer eines Jahres verbannt. Bei Sklaven wird die Dauer und die Zahl der Peitschenhiebe (darb) halbiert. Mālik ibn Anas sah vor allem die Handlungsweise von Umar ibn al-Chattab, der eine verheiratete Frau, die ihren Ehebruch gestanden hatte, steinigen ließ, als die normative Grundlage für die Steinigungsstrafe beim Ehebruchsdelikt an.
Bei homosexuellem Geschlechtsverkehr treffen die Rechtsschulen unterschiedliche Regelungen. Schāfiʿiten und Hanbaliten unterscheiden zwischen dem aktiven und dem passiven Partner. Die hanafitische Rechtschule sieht die sogenannte taʿzīr-Strafe vor, die im Ermessen des Richters liegt. Die übrigen Rechtsschulen legen Steinigung, Auspeitschung und Verbannung als Strafen fest.

## Der Begriff „zina“ im türkischen Recht
Im türkischen Scheidungsrecht bezeichnet zina den Tatbestand des Ehebruchs. In der heutigen türkischen Rechtspraxis hat das Wort jedoch im Einklang mit dem Laizismus seinen Bezug zur Religion vollständig verloren und ist so nur mittelbar mit der hier beschriebenen Zina im islamischen Recht in Verbindung zu bringen.